# Noble (monnaie anglaise)
Pour les articles homonymes, voir Noble (homonymie).

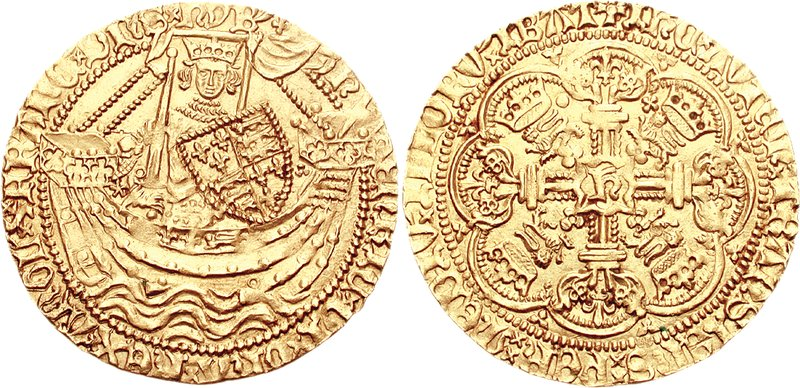
Avers et revers d'un noble d'or figurant le roi Henri V sur un navire (1413-1422) au même type que le noble frappé sous Édouard III.

Le noble d'or ((en) noble) est un type de pièce en or frappée en Angleterre, notamment sous le règne de Henri V, de 1413 à 1422 et qui valait 6 shillings et 8 pence, soit ⅓ de livre sterling. Il s'agit de la première pièce d'or produite en grande quantité en Angleterre.

## Histoire monétaire
Le premier noble est frappé sous le règne d'Édouard III, en 1344–1346), la pièce pèse 138,5 grains soit 9 g d'or. Une nouvelle frappe intervient entre 1346 et 1351, pour un poids d'or cette fois de 8,33 g (ou 128,59 grains). Un troisième frappe arrive enfin en 1351–1377, pour un poids de 7,8 g (120 grains). L'avers représente le souverain couronné et cuirassé se tenant de face et debout dans un navire, son épée dans la main droite, et son bouclier dans l'autre. La légende inscrite sur le pourtour du motif peut être transcrite du latin ainsi : Edwardus Dei Gratia Rex Angliae Et Franciae Dominus Hiberniae. Au revers figure une grande croix fleurdelisée avec « Є » [pour Édouard] au centre, lions couronnés dans les angles, le tout dans un polylobe avec trèfles dans les écoinçons, qu'entoure la légende suivante : Ihc Autem Transiens Per Medium Illorum Ibat, extraite de l'Évangile selon Luc, 4:30. Cette monnaie commémore la victoire du roi à la bataille de L'Écluse en 1340.
Les dernières frappes au même type sont produites sous le règne d'Édouard IV (1461-1470) : la Ryal Rose Noble frappée à Londres en 1467-1468 est la dernière pièce sortie des ateliers de la Royal Mint, elle pèse 7,59 g.
En 1465, Edward IV institue un nouveau type, l'angel pesant 80 grains.